# Alcosser
Alcosser és una població del País Valencià a la comarca del Comtat.

## Geografia
Està situat a la Baronia de Planes, prop de l'embassament de Beniarrés, entre el riu Serpis i la Serra del Benicadell, a la part central del Comtat de Cocentaina.
Es pot gaudir de bones excursions fins al pantà de Beniarrés o fins a l'escarpat Calvari, des d'on es pot obtindre una magnífica panoràmica de la vall i del curs del riu Serpis. A la població es troba també un aeròdrom i un centre d'aeromodelisme. El seu terme té 4,7 km.

### Localitats limítrofes
Limita amb els termes municipals de Benimarfull, Cocentaina, Gaianes, Muro i Planes.

## Història
D'origen musulmà (Alcosser ve de la veu àrab "Al-Quasayr" que significa "xicoteta fortalesa". Va ser conquerida a mitjans del segle xiii per Jaume I. Constituïa un important lloc de moriscos, amb 60 cases segons el Cens de Caracena, uns 270 habitants (alcosserins), l'any 1609, prèviament a la seua expulsió. Els titulars de la baronia de Planes i el comtat de Cocentaina protagonitzen diversos conflictes per la vinculació de la seua jurisdicció, que es resolgueren mitjançant la concòrdia del 1677 a favor del comte de Cocentaina, qui mai no havia deixat de percebre les rendes d'Alcosser. Allò va motivar que la vila no disposara d'una carta específica de població, i es regira per la de Muro. La seua església va pertànyer a la de Cocentaina i, posteriorment, el 1535 a la de Gaianes, de la qual es va independitzar més tard.

## Demografia i economia
La població, amb una economia basada en l'agricultura ha anat disminuint demogràficament durant la primera meitat del s. XX, arribant el 2002 a un total de 154 habitants.

## Política i govern

### Composició de la Corporació Municipal
El Ple de l'Ajuntament està format per 5 regidors. En les eleccions municipals de 26 de maig de 2019 foren elegits 4 regidors de Gent per Alcosser-Compromís (Compromís) i 1 del Partit Popular (PP).
| Eleccions municipals de 26 de maig de 2019 - Alcosser de Planes                                                              |                                          |                                     | |                                                     |          |          |
| Candidatura | Candidatura                              | Candidatura                         | Candidats | Vots                                                | Vots     | Regidors |
| | Gent per Alcosser-Compromís              |                                     | Lucía Capablanca Francés Júlia Silvestre Torregrosa Elena Fresneda Català Sara Sanjuán García Jorge Albero Oltra | 88 ( Sí) · 87 ( Sí) · 81 ( Sí) · 71 ( Sí) · 9 ( No) | 60,87%   | 4 (+4)   |
| | Partit Popular                           |                                     | Arturo Abad Ferrer Jana Vilaplana Palmer Emilio Margarit Ferri Gerardo Pastor Puerto                             | 43 ( Sí) · 39 ( No) · 37 ( No) · 31 ( No)           | 26,81%   | 1 (-4)   |
| | Partit Socialista del País Valencià-PSOE |                                     | María Ballesteros Fajardo Gema Molines Tarrazo Antonio Serafín Gimeno Cerdà Rafael Baca Romero                   | 10 ( No) · 7 ( No) · 4 ( No) · 4 ( No)              | 4,35%    | 0        |
| | Vots en blanc                            |                                     | | 1                                                   | 0,72%    |          |
| Total vots vàlids i regidors                                                                                                 | Total vots vàlids i regidors             | Total vots vàlids i regidors        | Total vots vàlids i regidors                                                                                     | 138                                                 | 100 %    | 5        |
| | Vots nuls                                | Vots nuls                           | Vots nuls | 2                                                   | 1,43%    |          |
| Participació (vots vàlids més nuls)                                                                                          | Participació (vots vàlids més nuls)      | Participació (vots vàlids més nuls) | Participació (vots vàlids més nuls)                                                                              | 140                                                 | 77,35%** |          |
| Abstenció | Abstenció                                | Abstenció                           | Abstenció | 41*                                                 | 22,65%** |          |
| Total cens electoral | Total cens electoral                     | Total cens electoral                | Total cens electoral                                                                                             | 181*                                                | 100 %**  |          |
| Alcaldessa: Lucía Capablanca Francés (Compromís) (15/06/2019) Per majoria absoluta dels vots dels regidors                   |                                          |                                     | |                                                     |          |          |
| Fonts: JEC, JEZ Alcoi, M. Interior, Periòdic Ara. (* No són vots sinó electors. ** Percentatge respecte del cens electoral.) |                                          |                                     | |                                                     |          |          |

### Alcaldia
Des de 2019 l'alcaldessa d'Alcosser és Lucía Capablanca Francés de Gent per Alcosser-Compromís (Compromís).
| Període                       | Alcalde o alcaldessa         | Partit polític | Data de possessió | Observacions |
| ----------------------------- | ---------------------------- | -------------- | ----------------- | ------------ |
| 1979–1983                     | Francisco Prats Torregrosa   | UCD            | 19/04/1979        | --           |
| 1983–1987                     | Francisco Prats Torregrosa   | AP-PDP-UL-UV   | 28/05/1983        | --           |
| 1987–1991                     | Francisco Prats Torregrosa   | AP             | 30/06/1987        | --           |
| 1991–1995                     | Francisco Prats Torregrosa   | PP             | 15/06/1991        | --           |
| 1995–1999                     | Francisco Prats Torregrosa   | PP             | 17/06/1995        | --           |
| 1999–2003                     | Francisco Prats Torregrosa   | PP             | 03/07/1999        | --           |
| 2003–2007                     | Elodia Esther Jordà Nadal    | PP             | 14/06/2003        | --           |
| 2007–2011                     | Sonsoles Silvestre Calatayud | PP             | 16/06/2007        | --           |
| 2011–2015                     | Sonsoles Silvestre Calatayud | PP             | 11/06/2011        | --           |
| 2015–2019                     | Arturo Abad Ferrer           | PP             | 13/06/2015        | --           |
| 2019-2023                     | Lucía Capablanca Francés     | Compromís      | 15/06/2019        | --           |
| Des de 2023                   | n/d                          | n/d            | 17/06/2023        | --           |
| Fonts: Generalitat Valenciana |                              |                |                   |              |

## Monuments i llocs d'interès
- Església de sant Josep

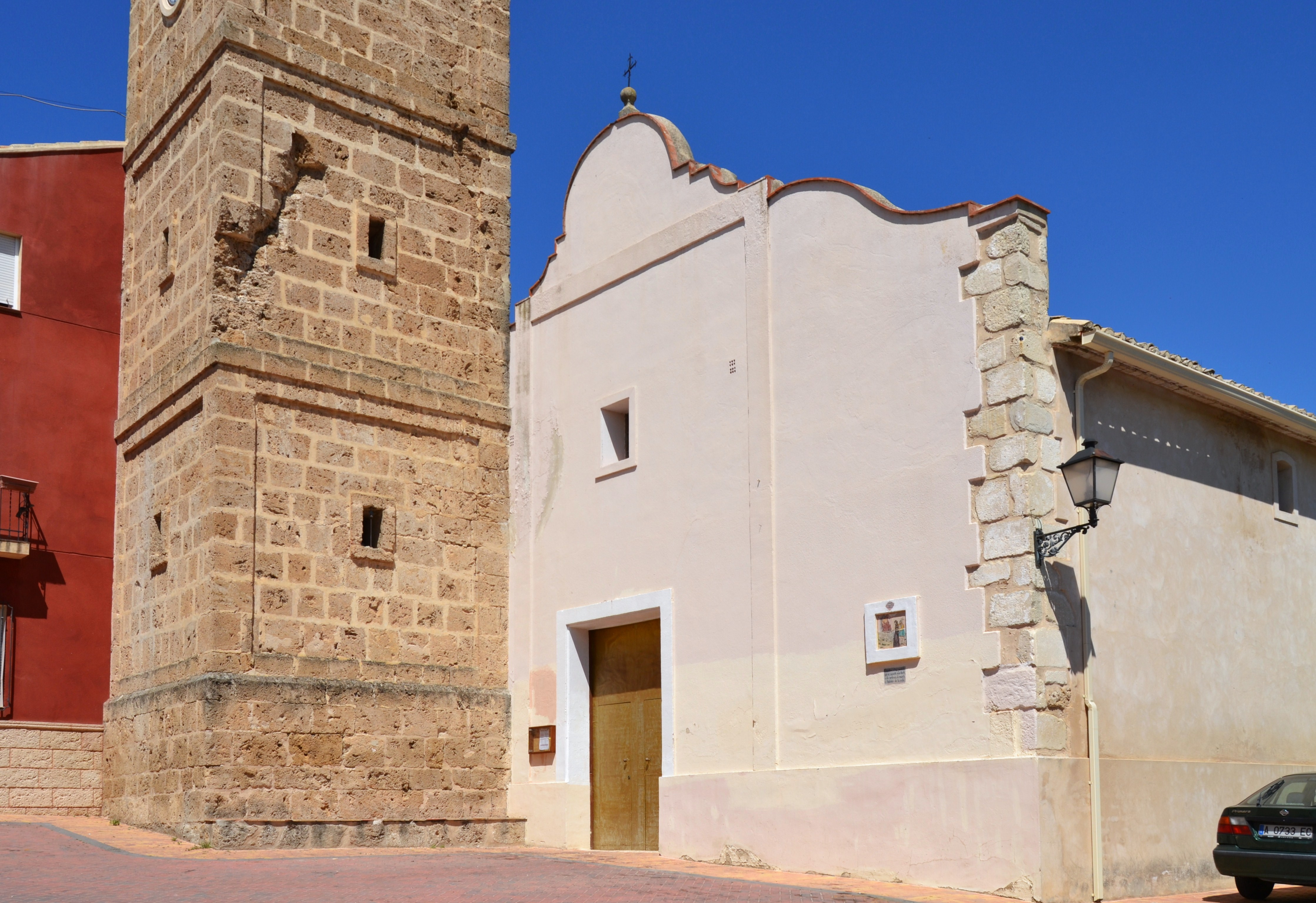
Església de sant Josep

- Castell, actualment en estat ruïnós.
- Calvari
- La font, font on s'ubica el llavador del poble.
- La pèrgola

## Festes
Les Festes Patronals estan dedicades a Sant Gil, el Crist de la Pietat i els Sants de la Pedra : Abdó i Senent del 28 al 31 d'agost. Les festes comencen el dia 28 amb un ball de disfresses i cada dia se celebra en honor d'un dels sants.